# Chapouillet
Der Chapouillet ist ein kleiner Fluss in Frankreich, der im Département Lozère in der Region Okzitanien verläuft. Er entspringt im westlichen Gemeindegebiet von Les Bessons, entwässert mit einem Ausreißer nach Norden generell in östlicher Richtung, durchquert den Regionalen Naturpark Aubrac und mündet nach insgesamt rund 17 Kilometern im Gemeindegebiet von Rimeize als linker Nebenfluss in den gleichnamigen Fluss Rimeize. In seinem Mittelteil quert der Chapouillet die Bahnstrecke Béziers–Neussargues und die Autobahn A75.
Der Fluss ändert in seinem Verlauf mehrfach den Namen:
- Ruisseau des Barbuts im Oberlauf
- Ruisseau du Cros im Mittelteil

und nimmt erst unterhalb von Saint-Chély-d’Apcher seinen definitiven Namen an.

## Orte am Fluss
(Reihenfolge in Fließrichtung)
- Tridos, Gemeinde Les Bessons
- Les Bessons
- Saint-Chély-d’Apcher
- Chassignoles, Gemeinde Rimeize
- Monteils, Gemeinde Rimeize